# 津幡郵便局
津幡郵便局（つばたゆうびんきょく）は、石川県河北郡津幡町にある郵便局。民営化以前の分類では集配特定郵便局であった。

## 概要
住所：〒929-0399 石川県河北郡津幡町加賀爪ハ30-1

## 沿革
- 1872年8月4日（明治5年7月1日） - 津幡郵便取扱所として開設[1]。
- 1875年（明治8年）1月1日 - 津幡郵便局（五等）となる。
- 1880年（明治13年）10月 - 清水郵便局に改称。同年12月15日より為替取扱を開始。
- 1881年（明治14年）5月1日 - 貯金取扱を開始。
- 1883年（明治16年）9月14日 - 津幡郵便局に改称[2]。
- 1897年（明治30年）3月1日 - 津幡郵便電信局となる。
- 1903年（明治36年）4月1日 - 通信官署官制の施行に伴い津幡郵便局となる。
- 1952年（昭和27年）2月1日 - 電気通信業務の取扱いを、新設の津幡電報電話局に移管[3]。
- 1956年（昭和31年）10月1日 - 電話通話および和文電報受付事務の取扱を開始[4]。
- 1975年（昭和50年）10月6日 - 津幡町庄から同町清水に移転。
- 1998年（平成10年）10月26日 - 津幡町清水チ322-2から同町加賀爪ハ30-1に移転。
- 2006年（平成18年）10月10日 - 倶利伽羅郵便局から「929-04xx」区域の集配業務を移管[5]。
- 2007年（平成19年）10月1日 - 民営化に伴い、併設された郵便事業金沢支店津幡集配センターに一部業務を移管。
- 2012年（平成24年）10月1日 - 日本郵便株式会社発足に伴い、郵便事業金沢支店津幡集配センターを津幡郵便局に統合。
- 2014年（平成26年）3月10日 - 宇野気郵便局から「929-11xx」区域の集配業務を移管[6]。

## 取扱内容
- 郵便、印紙、ゆうパック、内容証明
- 貯金、為替、振替、振込、国際送金、国債、投資信託
- 生命保険、バイク自賠責保険、自動車保険
- 地方公共団体事務（津幡町営バス回数券の販売）
- ゆうちょ銀行ATM
- 河北郡津幡町内（郵便番号929-03xx・-04xx地域）およびかほく市内の一部地域（郵便番号929-11xx地域）の集配業務

## 周辺
- 津幡町役場
- 津幡町消防本部・津幡町消防署
- 津幡川
- 国道8号
- 津幡町文化会館シグナス

## アクセス
- JR七尾線 本津幡駅から南へ600m（徒歩約12分）
- 津幡町営バス 津幡郵便局前停留所、もしくはほくてつバス 庄町商店街停留所下車
- 北陸自動車道 金沢森本ICから北へ約9km、のと里山海道 白尾ICから南東へ約7.5km
- 駐車場あり：20台